# Посёлок Молодогвардейцев
Посёлок Молодогвардейцев — микрорайон в Краснокамске.

## География
Микрорайон расположен на западной окраине города. Его границами являются Рябиновый переулок на западе, правый берег речки Пальта на юге, выезд из микрорайона на мост через Пальту на востоке и пригородный лесной массив на севере.

## Транспортное сообщение
В поселок можно заехать через микрорайон Запальта по переулку Рябиновый или по мосту через речку Пальта по улице Зои Космодемьянской.

## История
Уже в 1962 году площадка, на которой ныне находится микрорайон, была расчищена от леса. На карте 1985 года здесь были указаны отдельные жилые строения. На карте 2001 года территория микрорайона уже показана полностью сформированной, но без названия.
Название микрорайона появилось на обиходном уровне в 2016 году (тогда «Молодогвардейцы»). В 2022 году здесь установлены границы территориального общественного самоуправления, при этом в документе думы Краснокамского городского округа фигурирует настоящее название микрорайона. Микрорайон представляет собой типичный поселок частной малоэтажной застройки с отсутствием объектов социальной сферы.

## Улицы
Вдоль речки Пальта в западной части микрорайона проходит улица Тимирязева, переходящая далее в улицу Ульяны Громовой. В восточной части микрорайона параллельно последней проходят улицы Олега Кошевого и Зои Космодемьянской